# Farel Gott (album)
Farel Gott – debiutancka płyta polskiego zespołu rockowego Farel Gott. W Polsce album został wydany przez wytwórnię Dr. Farel Labs 29 maja 2007. Płyta zawiera 11 kompozycji.

## Lista utworów
1. „Moth Revolver” – 2:06
2. „Soul Seeker” – 3:59
3. „Death Blues Sky” – 3:20
4. „Velvet S” – 2:35
5. „Bomb Alarm” – 4:00
6. „Storm Low” – 5:58
7. „Catatonic” – 3:32
8. „Jam-mess” – 3:27
9. „Hello” – 3:26
10. „Nicotine Divine” – 2:41
11. „Suicide Baby Killer” – 4:07

## Twórcy
- Grzegorz Graczkowski – gitara basowa
- Jakub Pieniążek – teksty, wokal, gitara
- Igor Wójcik – gitara
- Łukasz Kutyński – perkusja